# Vegas (песня)
Vegas  — песня американской певицы и автора песен Doja Cat (Амала Ратна Зандиле Дламини), вышедшая в качестве ведущего сингла с саундтрека  Elvis: Original Motion Picture Soundtrack к байопику Элвиса Пресли режиссёра База Лурманна фильму «Элвис». Релиз прошёл 6 мая 2022 на лейблах Kemosabe Records и RCA. Песня была спродюсирована Рогетом Чахайедом и Yeti Beats. В ней интерполирован сэмпл записи Шонки Дукурех песни «Hound Dog», написанной Джерри Лейбером и Майком Столлером, впервые записанной Биг Мамой Торнтон (которую Шонка Дукурех играет в фильме) в 1952 году и, в частности, исполненной Пресли в 1956 году. Официальный клип на песню вышел 2 июня 2022 года.

## Композиция
В тексте песни говорится о мужчине, который был «недостойным любовником», и, по мнению Дожа Кэт, «никогда не заслуживал её внимания».

## Отзывы
Кэрис Андерсон из Consequence считает, что Doja Cat «справляется с задачей» Лурманна «соединить историческое содержание с современной музыкой», называя это «Ain’t Shit» и «Hound Dog». Вонго Окон из Uproxx отметил, что Дожа «читает рэп с усердием».

## Коммерческий успех
Песня «Vegas» заняла десятое место в американском хит-параде Billboard Hot 100, став шестым синглом Доджи, попавшим в десятку лучших. Это рекорд среди женщин в последнем десятилетии, так как по наибольшему количеству синглов в топ-10 она обогнала Тейлор Свифт (у неё пять позиций с начала 2020 года, хотя это до выхода альбома Midnights). Также песня заняла первое место в чарте Mainstream Top 40 (Pop Airplay), где это её шестой чарттоппер, сместив с вершины свой же хит «I Like You (A Happier Song)».

## Концертные выступления
До своего официального релиза Дожа Кэт впервые исполнила песню «Vegas» во время фестиваля музыки и искусств в долине Коачелла в 2022 году. К ней присоединилась Шонка Дукурех (Shonka Dukureh), которая исполнила сэмпл, предоставленный ею для песни.

## Музыкальное видео
Музыкальное видео на песню было выпущено 2 июня 2022 года. Режиссером клипа стал Child, а в эпизодической роли снялась Дукурех, которая изображает Биг Маму Торнтон в фильме «Элвис».

## Чарты
| Чарт (2022)                            | Высшая позиция |
| -------------------------------------- | -------------- |
| Австралия (ARIA)                       | 4              |
| Канада (Billboard Canadian Hot 100)    | 14             |
| Канада (Billboard CHR/Top 40)          | 4              |
| Канада (Billboard Hot AC)              | 40             |
| Мир (Billboard Global 200)             | 28             |
| Греция (IFPI)                          | 22             |
| Венгрия (Single Top 40)                | 19             |
| Исландия (Plötutíðindi)                | 18             |
| Ирландия (IRMA)                        | 15             |
| Япония (Billboard Japan)               | 8              |
| Литва (AGATA)                          | 15             |
| Нидерланды (Single Tip)                | 19             |
| Новая Зеландия (Recorded Music NZ)     | 3              |
| Португалия (AFP)                       | 100            |
| Румыния (UPFR)                         | 10             |
| Румыния (Romanian Radio Airplay)       | 4              |
| Румыния (Romania TV Airplay)           | 3              |
| ЮАР (RISA)                             | 18             |
| Швейцария (Schweizer Hitparade)        | 93             |
| Великобритания (OCC UK Singles)        | 24             |
| США (Billboard Hot 100)                | 10             |
| США (Billboard Adult Pop Airplay)      | 25             |
| США (Billboard Dance/Mix Show Airplay) | 10             |
| США (Billboard Hot Rap Songs)          | 2              |
| США (Billboard Pop Airplay)            | 1              |
| США (Billboard Rhythmic)               | 1              |

| Чарт (2022)                      | Позиция |
| -------------------------------- | ------- |
| Canada (Canadian Hot 100)        | 38      |
| Global 200 (Billboard)           | 128     |
| New Zealand (Recorded Music NZ)  | 32      |
| US Billboard Hot 100             | 47      |
| US Hot Rap Songs (Billboard)     | 7       |
| US Mainstream Top 40 (Billboard) | 22      |
| US Rhythmic (Billboard)          | 44      |

## Сертификации
| Регион                                                                      | Сертификация | Продажи   |
| --------------------------------------------------------------------------- | ------------ | --------- |
| Австралия (ARIA)                                                            | Платиновый   | 70 000    |
| Новая Зеландия (RMNZ)                                                       | Платиновый   | 30 000    |
| Великобритания (BPI)                                                        | Серебряный   | 200 000   |
| США (RIAA)                                                                  | Платиновый   | 1 000 000 |
| Данные о продажах + прослушиваниях приведены только на основе сертификации. |              |           |

## История релиза
| Регион | Дата            | Формат                     | Лейбл        | Ссылка |
| ------ | --------------- | -------------------------- | ------------ | ------ |
| Мир    | 6 мая 2022      | Цифровые загрузки стриминг | Kemosabe RCA | [ 1 ]  |
| Италия | 13 мая 2022     | Радио                      | Sony         | [ 46 ] |
| США    | 12 июля 2022    | Contemporary hit radio     | Kemosabe RCA | [ 47 ] |
| США    | 16 августа 2022 | Rhythmic contemporary      | Kemosabe RCA | [ 48 ] |